# Nacerdes asahinai
Nacerdes asahinai is een keversoort uit de familie schijnboktorren (Oedemeridae). De wetenschappelijke naam van de soort is voor het eerst geldig gepubliceerd in 1958 door Nakane.